# Victoria (Londra)
Victoria è il nome di una zona nella Central London, a Londra, in Inghilterra.
L'area prende il nome dalla stazione Victoria, che è un importante snodo dei trasporti. La stazione prende il nome dalla vicina Victoria Street. Il nome è usato per descrivere strade adiacenti o quasi adiacenti alla stazione, tra cui Victoria Street (vedi sotto), Buckingham Palace, Wilton Road, Grosvenor Gardenns e Vauxhall Bridge Road. Victoria è costituita principalmente da immobili commerciali, abitazioni private e sociali, con uso commerciale lungo le strade principali.
Victoria comprende uno degli snodi di trasporto più trafficati di Londra, tra cui una stazione ferroviaria, una stazione della metropolitana e un importante hub di autobus e taxi, la stazione degli autobus di Victoria, a 800 metri a sud-ovest della stazione ferroviaria. Victoria Street opera su un asse est-ovest dalla Stazione Victoria. Cardinal Place, di fronte alla Cattedrale di Westminster, inaugurato nel 2006, contiene una selezione di ristoranti, banche e negozi. Dall'altra parte della strada c'è la grande House of Fraser, un grande magazzino di fronte al municipio di Westminster.

## Storia
Victoria Street ha avuto origine nel 1850: la costruzione di questa strada principale ha portato alla distruzione dei ghetti. La stazione è stata costruita nel 1860.
Secondo la biografia di Norman Wisdom, stava dormendo vicino alla statua del maresciallo Foch vicino alla stazione degli autobus all'estremità ovest della strada, quando i suoi genitori si separarono all'età di 9 anni. Prima di entrare nella mondo della commedia, ha lavorato come garzone alla Artillery Mansions, che allora era un grand hotel. Nel 1980 cadde in rovina, ma nel 1990 fu ristrutturata e ora è un elegante condominio. Il Victoria Palace Theatre si trova nella sua posizione attuale dal 1832. Originariamente era noto come Moys Music Hall, ma una volta costruita la stazione Victoria, è stata demolito. Fu poi nuovamente demolito nel 1911 a causa di ammodernamenti. È meglio conosciuto per la statua d'oro di Anna Pavlova, che è sopra di esso. Nel 1939 questa fu rimossa e persa, recentemente è stata aggiunta una replica.

## Futuro
Ci sono una serie di nuove proposte per la riqualificazione generale dell'area, inclusi miglioramenti alla stazione della metropolitana Victoria e il ripristino dei siti circostanti.